# Texas Killing Fields – Schreiendes Land
Texas Killing Fields – Schreiendes Land ist ein US-amerikanischer Kriminalfilm aus dem Jahr 2011. Unter der Regie von Ami Canaan Mann spielen Sam Worthington, Jeffrey Dean Morgan und Jessica Chastain die Hauptrollen. Der Film beruht auf den tatsächlichen Funden von etwa 30 Leichen hauptsächlich junger Mädchen in den Texas Killing Fields nahe der Interstate 45 seit den 1970er Jahren; fast alle dieser Verbrechen sind weiter unaufgeklärt.

## Handlung
Die Polizisten Mike Souder und Brian Heigh untersuchen den Mord an einer jungen Frau in Texas City. Die Gegend wird von Armut und Prostitution beherrscht. Doch nicht nur in der Stadt, sondern auch außerhalb ihres Zuständigkeitsbereiches in dem nahe gelegenen, Killing Fields genannten Sumpfgebiet werden Mädchen und Frauen vermisst und schon bald Leichen gefunden. Die dort zuständige Pam Stall bittet Mike (ihren Exmann) und Brian um Unterstützung. Vor allem Brian beginnt, gegen Mikes Willen, immer intensiver außerhalb seines Zuständigkeitsbereiches zu ermitteln.
Doch dann wird die junge Ann entführt, die unter Brians und Mikes Schutz stand, weil sie von ihren Eltern stark vernachlässigt wird. Die Polizisten finden darauf Ann in den Killing Fields wieder und können einen Freier ihrer Mutter als Haupttäter entlarven, Anns Bruder diente ihm als Handlanger. Ann wird letzten Endes von Brian adoptiert, denn ihre Familie wurde mitsamt dem Freier bei einer Auseinandersetzung getötet.

## Veröffentlichung
Seine Weltpremiere feierte der Film am 9. September 2011 bei den 68. Internationalen Filmfestspielen von Venedig. Kinostart in den USA, im Vereinigten Königreich und in Irland war am 14. Oktober 2011. In Deutschland erschien der Film ohne vorherige Kinoauswertung am 17. Juli 2012 direkt auf DVD und Blu-ray.

## Hintergrund
Die Dreharbeiten fanden ab dem 3. Mai 2010 in Louisiana statt. Als Regisseur war ursprünglich Danny Boyle vorgesehen.

## Kritiken
„Die Besetzung ist stark, die Bilder beklemmend, doch das Skript schwächelt. […] Fazit: Nicht übel, aber nebulös und verwirrend“

„Atmosphärisch dichter Thriller, der ein intensives Kleinstadt-Szenario entwirft und in eine schwüle Hölle führt, in der sich die Menschen eher wie Tiere verhalten. Während der Kriminalfall recht holprig entwickelt wird, fesselt die visuelle Verdichtung.“